# 流山市立流山小学校
流山市立流山小学校（ながれやましりつながれやましょうがっこう）は、千葉県流山市にある公立小学校である。略称は「流小」（りゅうしょう）。

## 沿革
- 1872年（明治5年）9月23日 - 常与寺に開校
- 1889年 - 現地に校舎を竣工
- 1908年 - 高等小学校を廃止し、流山尋常高等小学校となる
- 1941年 - 流山国民学校と改称
- 1947年 - 流山町立流山小学校と改称
- 1967年 - 流山市立流山小学校と改称
- 1962年 - 創立90周年記念祭挙行
- 1972年 - 創立100周年記念式典挙行
- 1992年 - 創立120周年近年式典挙行
- 2002年 - 創立130周年記念式典挙行
- 2012年 - 創立140周年記念航空写真撮影
- 2022年 - 創立150周年記念式典挙行